# Convent de la Sang (Castelló de la Plana)
El Convent de la Preciosíssima Sang, de les religioses Caputxines, situat al carrer Núñez d'Arce 11, a Castelló de la Plana, a la comarca de la Plana Alta, és un conjunt format per l'edifici del convent, l'església i el jardí, catalogat, de manera genèrica, com Bé de Rellevància Local, segons la Disposició Addicional Cinquena de la Llei 5/2007, de 9 de febrer, de la Generalitat, de modificació de la Llei 4/1998, d'11 de juny, del Patrimoni Cultural Valencià (DOCV Núm. 5.449 / 13/02/2007), amb codi: 12.05.040-002.

## Descripció historicoartística
L'ordre de les Clarisses Caputxines va arribar a Castelló de la Plana fa més de 300 anys, en fundar un monestir a la ciutat, conegut com a Real Convent de les Monges Caputxines de Castelló; el qual constava de diversos edificis, el destinat a la vida monacal de les religioses (el convent pròpiament dit), l'Església i el jardí (part del qual es dedicava a vegades a hort).
L'edifici es va iniciar al segle xvii, i es realitzaren reformes i ampliacions fins al segle xviii.
El més destacat de l'immoble és la col·lecció d'obres d'art que en ell s'ha anat emmagatzemant al llarg de la història. De fet compta amb una destacable col·lecció de pintures de Zurbarán, part de les quals estaven en el Museu de Belles arts de Castelló, gràcies a un conveni que Castelló Cultural manté amb l'orde religiós per salvaguardar els ‘zurbarans', abans que el tancament del convent es produís l'any 2012.
La falta de germanes caputxines en el convent (tan sols hi havia tres i dues d'elles d'avançada edat), va fer que la mateixa orde decidís tancar el convent i ressituar a totes les germanes en el convent de caputxines de la ciutat de Barbastre. Malgrat el tancament temporal, Casimiro López, bisbe de Sogorb-Castelló, considerava la necessitat que una altra orde, també contemplativa, pogués entrar en les instal·lacions monacales, una vegada es traslladessin les germanes caputxines a Osca, "doncs a aquest efecte va ser construït i utilitzat durant segles".
Això va dur al Bisbat de Sogorb-Castelló a la signatura d'un decret pel qual el patrimoni del Real Convent de les Monges Caputxines, que inclou la col·lecció de zurbarans que ja està en el Museu de Belles Arts, romandrà a Castelló.
A més, atès que el convent estava catalogat com bé de rellevància local, el Bisbat havia de respectar les lleis civils sobre els béns artístics acord amb l'establert en l'informe i dictamen de la Direcció territorial de Turisme, Cultura i Esport de la Generalitat Valenciana el 9 de març de 2012, en el qual es recollia que: "quedaran a Castelló de la Plana tots els béns artístics considerats com a Col·lecció de Béns de Rellevància Patrimonial o d'Interès Cultural i els béns considerats Consubstanciales al Ben de Rellevància Local".